# صقيع

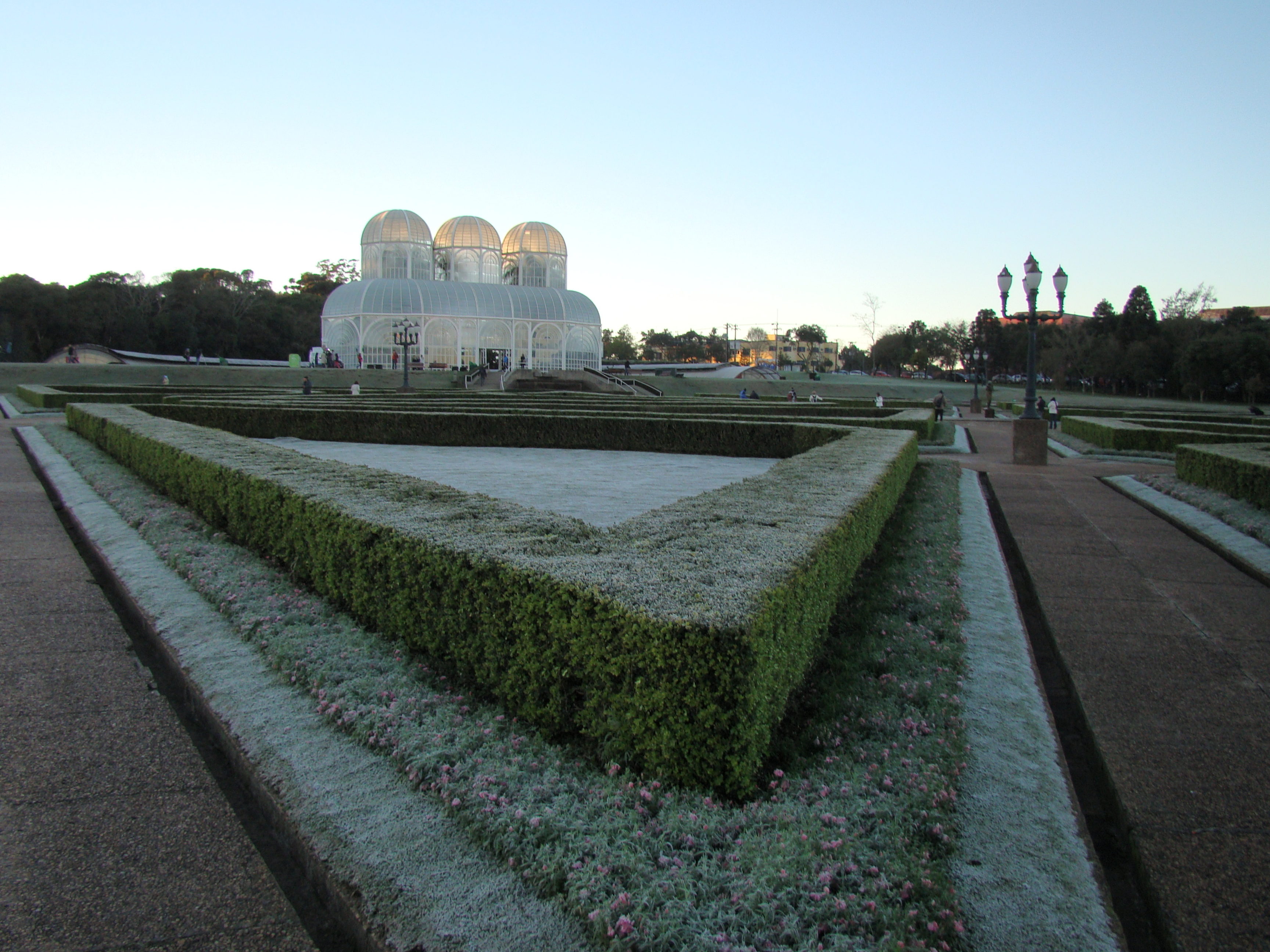
الحديقة النباتية في كوريتيبا (كوريتيبا، جنوب البرازيل) غطيت بطبقة من الصقيع.

الصقيع أو الجَمَد هو ظاهرة طبيعية مناخية تختلف عن الثلج وهي أكثر انتشارًا في العالم. حيث أن هذه الظاهرة تنتشر رقعتها جغرافيًا لتشمل بعض البلاد الحارة نسبيًا وخصوصًا في فصل الشتاء. وأحيانًا يحدث الصقيع في فصل الربيع وعندها يكون مدمرًا لللمحاصيل الزراعية كالخضروات.

## كيفية الحدوث

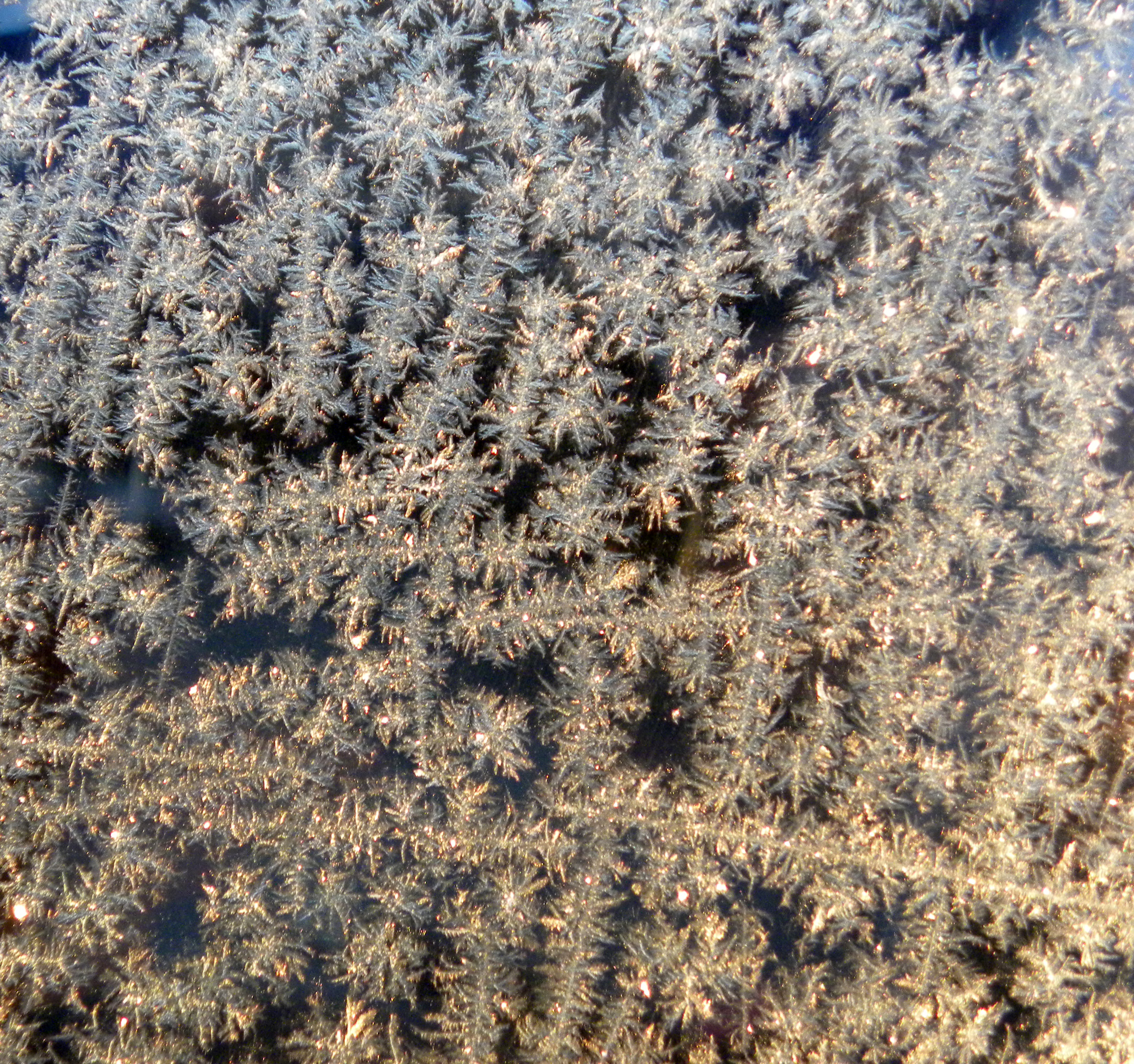

إذا كان الهواء جافا كما هو الحال في المناطق الصحراوية فان درجة حرارته تكون بعيدة عن درجة الندى التي تكون في هذه الحالة دون الصفر المئوي [بحاجة لمصدر] وإذا استمرت درجة حرارة الهواء بالانخفاض ليلا إلى أن تصل ما دون درجة الندى التي تكون فوق الصفر المئوي فإن بخار الماء الزائد عن الإشباع يترسب على السطوح الباردة على شكل بلورات ثلجية تسمى الصقيع.[بحاجة لمصدر]

## أنواع الصقيع
راجع: صقيع الأرض
يصنف الصقيع حسب طبيعة تشكله وزمن حدوثه والأضرار التي يسببها للنبات كما يلي:

### 1- الصقيع المتحرك
يحدث الصقيع المتحرك عندما تتقدم كتلة هوائية باردة أو جبهة باردة على منطقة ما، فينخفض معدل الحرارة اليومي كما تقل السعة الحرارية اليومية، وبسبب تجدد الهواء البارد بإستمرار تصعب مقاومة الصقيع المتحرك. ومن حسن الحظ أن هذا النوع من الصقيع يحدث غالباً في الشتاء عندما تكون الأشجار المثمرة في طور السكون.
وتتحمل درجات حرارة منخفضة، نظراً لتكرار الصقيع المتحرك شتاء يسمى أحياناً بالصقيع الشتوي ويسميه الفرنسيون بالصقيع الأسود لأن الأعضاء الحديثة للنبات تتلف عندما يصيبها وتتلون باللون الأسود.

### 2- الصقيع الإشعاعي
يحدث الصقيع الإشعاعي في الليالي الصافية والهادئة، فصفاء السماء ينتج عن قلة احتواء الجو على بخار الماء بأشكاله وحجومه المختلفة وكذلك الغبار وهذا يساعد على زيادة إشعاع الأرض ليلاً فتنخفض حرارة سطح الأرض والتربة والنباتات بسرعة. وإذا ما اقترنت هذه الظاهرة بسكون الرياح ازداد انخفاض حرارة سطح الأرض وطبقة الهواء القريبة منه مكونة طبقة من الهواء البارد وتستقر فوق الحقول، وفي الحقول غير المستوية تزداد سماكة هذه الطبقة ويكون انخفاض الحرارة أكثر حدة خاصة في المناطق المنخفضة والأحواض المغلقة المحاطة بسفوح واسعة وذلك بسبب تحرك الهواء البارد الملامس للسفوح وتجمعه في المنخفضات بفعل كثافته العالية نسبياً. في حالات الصقيع الإشعاعي تكون حرارة الهواء الملامس لسطح التربة أخفض من حرارة الهواء على ارتفاع مترين بحوالي ثلاث درجات مئوية وتظهر على النباتات بلورات جليدية بيضاء لذلك يسميه الفرنسيون بالصقيع الأبيض وغالباً ما يحدث هذا النوع من الصقيع ربيعاً لذلك يسمى بالصقيع الربيعي والصقيع الربيعي أشد خطراً من الشتوي بسبب حدوثه في فترة النمو ويترافق موعد حدوث الصقيع الربيعي مع طور الأزهار للأشجار المثمرة أي بدءً من أوائل آذار في المناطق الساحلية والجنوبية الغربية الدافئة وفي أواخر آذار وأوائل نيسان في السهول الوسطى والشمالية بالنسبة للوزيات أما بالنسبة للتفاحيات فيتأخر حوالي أسبوعين عن التواريخ المذكورة ففي المناطق الجبلية المرتفعة يتأخر حدوث الصقيع الربيعي للتفاحيات إذ تمتد الفترة الحرجة فيما بين 10 نيسان و 15 أيار في مناطق الزبداني وعين العرب الجنوبية وتتأخر في مناطق سرغايا ورنكوس إذ تمتد الفترة الحرجة للتفاحيات فيما بين 25 نيسان و 20 أيار.

### 3- الصقيع الإشعاعي المتحرك
يحدث هذا النوع من الصقيع عند ورود الكتل الهوائية الباردة وفي أجزائها الجافة الخالية من الغيوم وغالباً مايرافق هذا النوع من المرتفعات الجوية وهو أشد أنواع الصقيع خطراً على المزروعات وغيرها.

### 4- صقيع الهواء
يحث صقيع الهواء (تجمد الهواء)  عندما تصل درجة حرارة الهواء إلى أقل من نقطة التجمد للمياه (صفر درجة مئوية، 32 درجة فهرنهايت، 273.15 كلفن). وهذا يقاس عادة عند ارتفاع (1.2 متر) فوق سطح الأرض.
وهناك إلى حد ما مقياس موضوعي يُظهر عدة درجات من شدة صقيع الهواء:
- صقيع الهواء الخفيف: (صفر إلى - 3.5 درجة مئوية) (32 إلى 25.7 فهرنهايت).
- صقيع الهواء المعتدل: (-3.6 إلى - 6.5 درجة مئوية) (25.6 إلى 20.3 فهرنهايت).
- صقيع الهواء الشديد: (-6.6 إلى - 11.5 درجة مئوية) (20.2 إلى 11.3 فهرنهايت).
- صقيع الهواء الشديد جداً: (أقل من - 11.5 درجة مئوية) (11.3 درجة فهرنهايت).

صقيع الهواء ليس من الضروري أن يجعل الأرض متجمدة بل يمكن أن يتكون حتى لو كانت درجة حرارة الهواء أعلى من درجة أو نقطة التجمد إذا تم تبريد أو تثليج الأسطح بواسطة الانبعاثات الحرارية خلال ليلة باردة.
في اللغة الإنجليزية، تستخدم أحياناً هذه المصطلحات بطريقة مربكة أو مختلطة. على سبيل المثال، «الجليد» يستخدم أحياناً للإشارة إلى الثلج الذي يتكون على الأرض خلال الليالي الباردة، ولكن في أوقات أخرى، يستخدم للإشارة إلى درجة حرارة الهواء دون درجة التجمد والتي ينبغي أن يُطلق عليها بشكل أكثر دقة «صقيع الهواء». «الصقيع هور» يجب أن يشير إلى بلورات الثلج الكبيرة التي تتشكل على السطوح الباردة جدا، ولكن يستخدم هذا المصطلح في بعض الأحيان ليطلق على أي سطح جليدي أو متجمد.

### الصقيع الأبيض
الصقيع الأبيض عبارة عن ترسبات صلبة من الثلج والذي يتكون بشكل مباشر من بخار الماء الموجود في الهواء. يتكون الصقيع الأبيض عندما تكون الرطوبة النسبية فوق (90%) ودرجة الحرارة تحت (-8 درجة مئوية) أي ما يساوي (18 درجة فهرنهايت). ثم يتم نقل الحرارة الناتجة إلى الهواء عن طريق الحمل الحراري. وينمو الجليد الأبيض في عكس اتجاه الرياح حيث يمتلك الهواء الواصل في مهب الريح رطوبة أعلى من الهواء الغير مواجه للريح ولكن يجب ألا تكون الرياح قوية جداً حتى لا تلحق الضرر بالهياكل الجليدية المبنية بدقة. هذه التكوينات تمثل وتشبه غلاف ثقيل من الصقيع هور ذو بلورات كبيرة ومتشابكة عادة ما تكون إبرية الشكل. وهذه الظاهرة نادراً ما تحدث: فهي تعتبر نوعاً من المرحلة الوسطية ما بين الصقيع هور والصقيع القشري حيث غالباً ما يتداخل معهما.

### الصقيع الأسود
الصقيع الخريفي هو الصقيع الذي يحدث في فصل الخريف، ويعرف أيضاً بالصقيع الأسود، نظراً لقساوته، ولما يتركه من لون أسود في الأعضاء النباتية التي يصيبها، ويحدث مثل هذا الصقيع عندما تتدفق كتلة من الهواء البارد القاري من العروض العليا (الضغط المرتفع السيبيري بالنسبة لآسيا الوسطى وآسيا الجنوبية الغربية، والضغط المرتفع الكندي بالنسبة لآواسط أمريكا الشمالية), ويعرف هذا الصقيع بالصقيع الجاف نتيجة عدم ترافقه بتكون بلورات جليدية، كما يعرف بالصقيع الخريفي - لحدوثه في فصل الخريف وإن كان صقيع من نوع آخر يحدث في هذا الفصل أيضاً -, وبصقيع الانتقال الأفقي. ويترافق حدوث هذا الصقيع مع الكتل الهوائية الشديدة البرودة القادمة من المرتفع القاري في فصل الخريف، والتي يزيد من انخفاض حرارتها التبرد الليلي الإشعاعي لسطح الأرض.

### الصقيع الهش
الصقيع الهش هو عبارة عن راسب جليدي له مظهر بلوري، ناجم من ترسب الماء مباشرة بشكل جليد فوق سطح الأرض في حال كون درجة حرارته -أي السطح- دون نقطة التجمد، ويشبه تشكله تشكل الندى، غير أن بخار الماء يتحول في الصقيع الهش مباشرة إلى جليد فوق الأجسام التي حرارة سطوحها دون نقطة التجمد، أما في الندي فتكون درجة حرارة سطوح الأجسام فوق نقطة التجمد، ويعرف الصقيع الهش في الريف السوري بالملحة لكونه يشبه ملح الطعام في شكله.

## العوامل المساعدة على تشكل الصقيع
يتعلق حدوث الصقيع وشدته بعوامل عدة أهمها:
1- طبوغرافية الأرض:
يتعلق حدوث الصقيع بالشكل الطبوغرافي للحقل وبموقعه بالنسبة للتضاريس فالقمم تكون عرضة للصقيع المتحرك الذي تكون نسبة تكراره هنا أكثر من الصقيع الإشعاعي إذ يحدث الأخير أكثر ما يحدث في الوديان والمنخفضات وذلك لأن الهواء الذي يتبرد بتماس مع الأرض والمزروعات يظل محصوراً لا يتجدد ويضاف إليه الهواء البارد القادم من السفوح المجاورة والذي ينساب بعد تبرده بسبب زيادة كثاقته وينحدر إلى الوديان فيزيد من حدة الصقيع الإشعاعي مما يجعل السعة الحرارية اليومية كبيرة في الوديان وتتعلق شدة الصقيع في المنخفضات والوديان بمساحة السفوح المقابلة والتي يرد منها الهواء البارد.
2- الارتفاع عن سطح البحر وسطح التربة:
تنقص درجة الحرارة بمعدل 0.6 درجة مئوية كلما ارتفعنا مئة متر عن سطح البحر وهذه القيمة تساوي 0.98 درجة مئوية في الهواء الجاف والهواء الرطب غير المشبع، بينما في الهواء المشبع – ببخار الماء تساوي 0.4 درجة مئوية. وهنا يجب التفريق بين انخفاض الحرارة مع الارتفاع بشكل عام وبين تغير الحرارة في الطبقة الجوية الدنيا والتي تعيش ضمنها النباتات حيث تتغير الحرارة في الطبقة الجوية الدنيا ليلاً ونهاراً وفق نظام معقد خاص إذ يلاحظ في ساعات الليل المتأخرة وخاصة في ليالي الصقيع الإشعاعي أن الحرارة تزداد مع الارتفاع حتى بضعة عشرات الأمتار ثم تعود فتنخفض ثانية مع الارتفاع.
3- الغيوم:
تزداد شدة الصقيع عندما تكون السماء صافية خالية من الغيوم والغيوم تحد من شدة الصقيع حسب كميتها ونوعها، فالغيوم الكثيفة التي تغطي السماء تقلل إلى حد بعيد من خطر الصقيع إذ تعيد قسماً من إشعاع الأرض إليها ثانية فتحفظ حرارة الأرض وقليلاً ماتؤثر الغيوم المرتفعة الرقيقة والمتفرقة في الحد من شدة الصقيع.
4- الرطوبة:
يؤثر بخار الماء الموجود في التربة والهواء في الحد من الانخفاض المفاجئ لدرجة حرارة الهواء أو التربة فعندما يتجمد بخار الماء يطلق قدراً من الحرارة تخفض من حدة الصقيع وأحياناً تحول دون حدوثه كما أن بخار الماء الموجود في الجو يحفظ حرارة الأرض ليلاً إذ يقلل من إشعاع الأرض ويزداد هذا الأثر كلما زاد بخار الماء في الجو.
5- سرعة الريح:
تزيد الريح من عملية الخلط الميكانيكية للهواء بين الطبقات الباردة الملامسة للسطح أثناء حدوث الصقيع الإشعاعي وبين الطبقات الأدفأ التي تملؤها وبالتالي تقلل الرياح من خطر الصقيع الإشعاعي ويحدث العكس في حالة الصقيع المتحرك إذ تزيد الرياح من أضرار الصقيع المتحرك.
6- حالة الأرض الفيزيائية والغطاء النباتي:
إن فلاحة الأرض وعزقها تؤدي إلى زيادة المسامات في التربة مما يقلل من ناقليتها للحرارة من الطبقات العميقة إلى الطبقات السطحية لذلك ينصح بعدم فلاحة الأرض المعرضة للصقيع إلا بعد زوال خطر وقوعه. كما أثبتت التجارب التي أجريت في بريطانيا بأن طبقات الهواء فوق الأرض العشبية أكثر برودة من طبقات الهواء فوق الأرض العالية لذلك ينصح بقص الأعشاب تحت الأشجار المثمرة ربيعاً للتقليل من خطر وقوع الصقيع على مستوى البراعم.
7- الكتل الهوائية الباردة:
تؤدي الكتل الهوائية الباردة وكذلك الجبهات الباردة في المنخفضات الجوية إلى انخفاض عام في درجة الحرارة مما يزيد من خطر وقوع الصقيع بأنواعه.

## تأثير الصقيع على النباتات

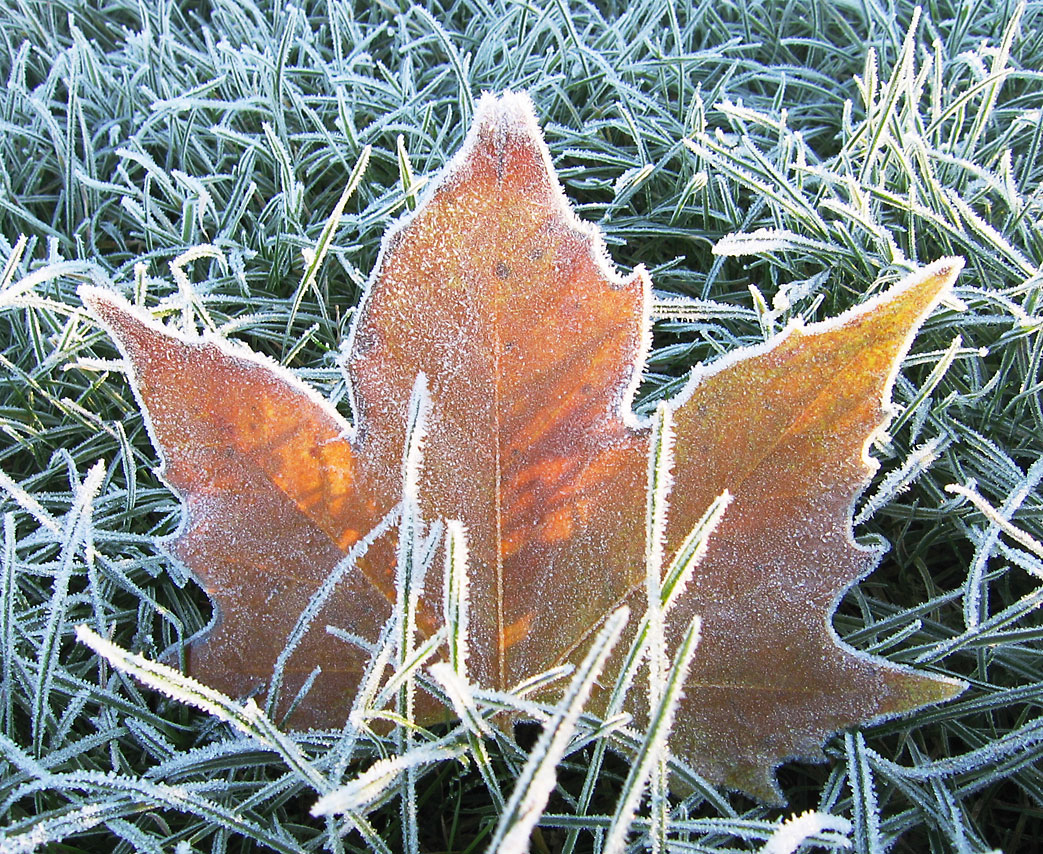
ورقة شجرة وقد غطيت بطبقة من الصقيع

تختلف النباتات في تحملها لدرجات الحرارة حسب أنواعها وأصنافها وأطوار نموها وبالنسبة للأشجار المثمرة تتحمل البراعم الزهرية درجة حرارة -3 درجة مئوية وتتحمل الأزهار حتى -2 درجة والثمار الصغيرة تتحمل -1 درجة وأخطر فترة لجميع أشجار الفاكهة هي فترة سقوط بتلات الأزهار ويلاحظ أن أعضاء النبات الغضة الغنية بالماء أكثر تعرضاً للصقيع من غيرها. كما أن أضرار الصقيع لاتتعلق بالحرارة الدنيا التي تصل إليها أعضاء النبات فحسب ولكن تتعلق أيضاً باستمرارية الصقيع فمثلاً يمكن لنبات أن يتحمل درجة حرارة -4 م دون أي ضرر إذا كانت فترة التعرض قصيرة بينما درجة حرارة -3 م تلحق به أضرار فادحة إذا كانت فترة التعرض أطول.
تتأثر النباتات بالصقيع في فترة النمو كما تتضرر من الصقيع الشتوي في طور السكون وأعضاء النبات المعرضة للصقيع الشتوي هي الجذور وعقده الطعم وأسفل الساق وتفرعاته والبراعم الخشبية والزهرية إذ يسبب الصقيع تخريب البراعم الخشبية والزهرية والأنسجة النسغية وخاصة في الفروع الحديثة وتكون قاعدة الساق من الأجزاء الأكثر تضرراً بسبب تجمع الهواء البارد بالقرب من سطح التربة وكذلك قمة الأغصان بسبب شدة ضياع الحرارة بالإشعاع ويظهر أثر الصقيع على النباتات خلال الأسابيع الأولى من فترة النمو.
فنلاحظ نقصاً في عدد الأزهار بسبب تخريب البراعم الزهرية وانعدام النمو في الفروع الحديثة الغنية بالماء، كما أن البراعم والأزهار والأوراق تجف بصورة مفاجئة إذا كانت الأنسجة الحاملة للنسغ قد تخربت كثيراً، يتضرر المشمش والجوز والكرمة بصورة خاصة من الصقيع الربيعي إذ تكون الأنسجة مليئة بالماء فيتشكل الجليد بين الخلايا ويتكثف النسغ وهذا يسبب تخريباً ميكانيكياً للنسج الحية وأضرار الصقيع الربيعي تنتج بسبب تأثير الحرارة المنخفضة على البروتوبلازما مباشرة من جهة وتأثيره على نسبة الماء في الخلية من جهة ثانية ويسبب الصقيع تعفن البراعم وسقوط الأزهار، كما أنه يعطي نمواً مضطرباً للثمار وأشكالاً مشوهة لها ويخرب الأوراق ويجعلها مجعدة ومشققة على وجهها السفلي.
تتضرر الأزهار بسبب الصقيع فيلاحظ بعد حدوثه تلون الأعضاء المذكرة باللون الأسود، أما أعضاء التأنيث في الزهرة فيبدأ التلون باللون الأسود في رأس الإبرة وينتهي في البويضة وإذا وصل السواد إلى حواجز البويضة قضى عليها نهائياً دون أن يظهر ذلك من الخارج ثم تذبل الثمرة الغضة وتموت.
غالباً ما تتحمل اللوزيات والتفاحيات الصقيع الشتوي وتتراوح عتبة مقاومتها بين -7 و-22 درجة مئوية وتتضرر الجذور والساق وتاج الشجرة عند درجة حرارة معينة تختلف باختلاف الأنواع والأصناف وفي أواخر الشتاء وبداية الربيع تكون البراعم المنتفخة محمية بالحراشف السميكة والأشعار والمادة اللزجة التي توجد على الوجه الداخلي لهذه الحراشف فتساعد البراعم على تحمل درجات الحرارة المنخفضة إذ تتحمل من -6 إلى -8 درجة بالنسبة للتفاح والأجاص وتقل مقاومة الصقيع عند تفتح البراعم وظهور ألوانها.

### تضرر الأشجار المثمرة

#### الكرمة
يصيب الصقيع الشتوي الكرمة إذا انخفضت درجة الحرارة إلى مادون – 5 درجة مئوية فتموت الفروع الحديثة ويتلون داخلها باللون الأسود كما تصاب منطقة التحام الطعم بالأصل وهذه المنطقة أكثر تحسساً بالصقيع. وأحياناً يموت القسم الهوائي بكامله وتبقى الجذور حية وتعود الشجرة إلى النمو من جديد في الربيع لذلك تغطى الكرمة بالتراب شتاء في المناطق التي تتعرض فيها الكرمة لصقيع الشتاء وتستخدم هذه الطريقة في بلغاريا ورومانيا ويجب تقليم الكرمة المصابة بصقيع الشتاء وتترك الفروع السليمة والقوية.
تتضرر الكرمة في سوريا من الصقيع الربيعي بشكل أساسي وعند إصابة براعم الكرمة بالصقيع تبدو وكأنها مشوية ثم تموت جزئياً وتتضرر براعم الكرمة حتى عندما تكون حرارة الهواء موجبة وقد قيست درجة حرارة براعم الكرمة فكانت تتراوح بين الصفر و-2 درجة في حين كانت درجة حرارة الهواء ما زالت موجبة +2 و+3 درجات.
يصيب الصقيع الخريفي العنب إذا هبطت درجة الحرارة إلى 5 درجة مئوية فإذا وقع الصقيع قبل نضوج العنب تهرمت الخلايا ويصبح العنب غير صالح لصناعة الخمور وإذا حصل الصقيع بعد النضج فإنه يساعد على قتل الخلايا التي هي في طريق الموت ويتبخر الماء ويحال العنب إلى العصر مباشرة.

#### التفاح
نادراً ما يسبب الصقيع الشتوي أضراراً للتفاح إذ تتحمل شجرة التفاح درجات حرارة منخفضة تصل إلى -25 درجة مئوية بل إنها في روسيا وكندا تتحمل درجات حرارة منخفضة تصل إلى -45 درجة مئوية تحت الصفر لمدة قصيرة دون أن تتضرر.
أما في فترة النمو فإن درجة حرارة -1.7 درجة مئوية في نهاية الإزهار يمكن أن تتسبب في خسارة المحصول إذا استمرت أكثر من ساعة كما أن درجة حرارة -2 مئوية في الهواء كافية لإتلاف زهر التفاح بأكمله.

#### المشمش
يكون المشمش الأخضر الصغير غضاً بعد جفاف وريقات الكأس ويكون في طور النمو هذا عرضة لخطر الصقيع إذا انخفضت درجة الحرارة إلى أدنى من -0.5 درجة مئوية وتتحمل الأزهار حتى -1.5 درجة مئوية والبراعم الزهرية تتحمل -4 درجة مئوية.

#### الزيتون
يسبب الصقيع الشتوي موت أجزاء من شجرة الزيتون وخاصة الفروع الحديثة وتظهر أعراض التضرر من الصقيع الشتوي على الأفرع ربيعاً فتكون الأفرع المتضررة متشققة وجافة. أما الصقيع الربيعي فيسبب تثقب القشرة للفروع التي عمرها من سنتين إلى خمس سنوات، كما يسبب تثقب الأغصان الفتية ويلحق أضراراً بالغة بأزهار الزيتون، وتكون الزهرة أكثر أجزائها تضرراً فإما أن يقضي عليها الصقيع أو يشوه نموها الطبيعي وفي حالات الصقيع الضعيف يلاحظ وجود الكثير من الثمار صغيرة الحجم.
والصقيع الخريفي المبكر يسبب تلون الثمار بلون التبغ كلياً أو جزئياً ويسهل إصابتها بالأمراض الفطرية في حال تضرر شجرة الزيتون بسبب الصقيع الشتوي يجب تقليمها وإزالة الفروع الميتة ويستحسن إجراء التقليم في الربيع لتمييز الأجزاء السليمة من المصابة.

#### الدراق
قلما يحدث الصقيع الشتوي أضراراً للدراق إلا عندما تنخفض درجة الحرارة إلى -18 درجة مئوية فما دون، أما الصقيع الربيعي فإنه يلحق أضراراً بالغة بالبراعم إذا انخفضت درجة الحرارة إلى -4 مئوية فما دون، أما للأزهار فإنها تتحمل حتى -3 مئوية والعقد الصغيرة تتحمل حتى -1 درجة مئوية.

#### الحمضيات
أشجار الحمضيات حساسة للصقيع وقد لوحظ أن أشجار البرتقال والليمون تفقد أوراقها عند إصابتها بالصقيع وتحتاج إلى خمس سنوات لتعود إلى حالتها الطبيعية وإذا كان الصقيع ضعيفاً فإنه يصيب لب الثمرة إذ يتلون باللون الأسود دون أن يتغير مظهرها الخارجي.

## مراقبة الصقيع والتنبؤ بحدوثه
عند توقع حدوث الصقيع يجب مراقبة درجة الحرارة أثناء الليل على مستوى النباتات فبالنسبة للمشاتل والكرمة الزاحفة والخضراوات تراقب درجة حرارة الهواء بالقرب من سطح التربة أما بالنسبة للأشجار المثمرة فتراقب درجة حرارة الهواء على ارتفاع يساوي ارتفاع أخفض غصن، عند مراقبة الصقيع يجب الانتباه إلى أن قراءة الترمومتر الرطب في مقياس بسكرومتر تكون أقرب إلى حرارة أعضاء النبات وخاصة الغضة منها والأكثر تعرضاً للصقيع.
يمكن مراقبة الصقيع بإحدى الطرق التالية:
1- طريقة الإناء: تستعمل هذه الطريقة في حال عدم توفر مقاييس حرارة حيث يستخدم إناء من النحاس أو الألمنيوم ويوضع فيه ماء بسماكة بضعة ميلمترات ثم يوضع على سطح التربة في الهواء الطلق بين الأشجار وعندما يبدأ الماء بالتجمد يستدل على حدوث الصقيع.
2- طريقة مراقبة مقاييس الحرارة: حيث توضع مقاييس الحرارة أو مقاييس البسكرمتر شكل (1) بين الأشجار وعلى ارتفاع يعادل أخفض الأغصان وتراقب درجة حرارتها وتغيراتها أثناء الليل، كما يمكن استخدام مقاييس الحرارة الصغرى شكل (2) لمعرفة أخفض درجة حرارة للهواء أو التربة في الليلة السابقة.
3- الأجهزة المنذرة بالصقيع: توجد من هذه الأجهزة نماذج مختلفة منها المزود بجرس حيث تغلق دارة الجرس قبل حدوث الصقيع ومنها الإنذار الشعاعي ويتألف من لوح معدني بسيط محاط بسطل أسطواني الشكل مغلق من الأسفل ومفتوح من الأعلى ومزود بترموستات ينذر بحدوث الصقيع قبل ساعة واحدة من بلوغ درجة الحرارة الجافة الصفر المئوي.
التنبؤ بالصقيع:
إن التنبؤ الصحيح بالصقيع من ضرورات عملية مكافحة الصقيع الناجحة والاقتصادية فالتنبؤ يعطى قبل ساعات من حدوث الصقيع حتى يتم تحضير الأجهزة والمحروقات والأيدي العاملة اللازمة لعملية المكافحة كما يعطى معلومات عن شدة الصقيع والتي تفيد في تحديد الطرق التي يجب اتباعها في المقاومة وتكثيف أو تقليل إجراءات الحماية من الصقيع وفي أجزاء الحقل المختلفة ولأنواع المزروعات وذلك حسب شدة الصقيع المتوقعة إذ يؤدي التنبؤ الصحيح والدقيق بالصقيع إلى توفير الكثير من الجهد والإمكانات المادية.
التنبؤ العام بالصقيع
تذيعه مراكز التنبؤ بالطقس ويعطي فكرة عامة عن موجات الصقيع للمساحات الجغرافية الكبيرة والبلدان وتقل دقته في البلدان المتنوعة التضاريس وحسب خصائص المناخ المحلي.
خطوات التنبؤ المحلي بالصقيع:

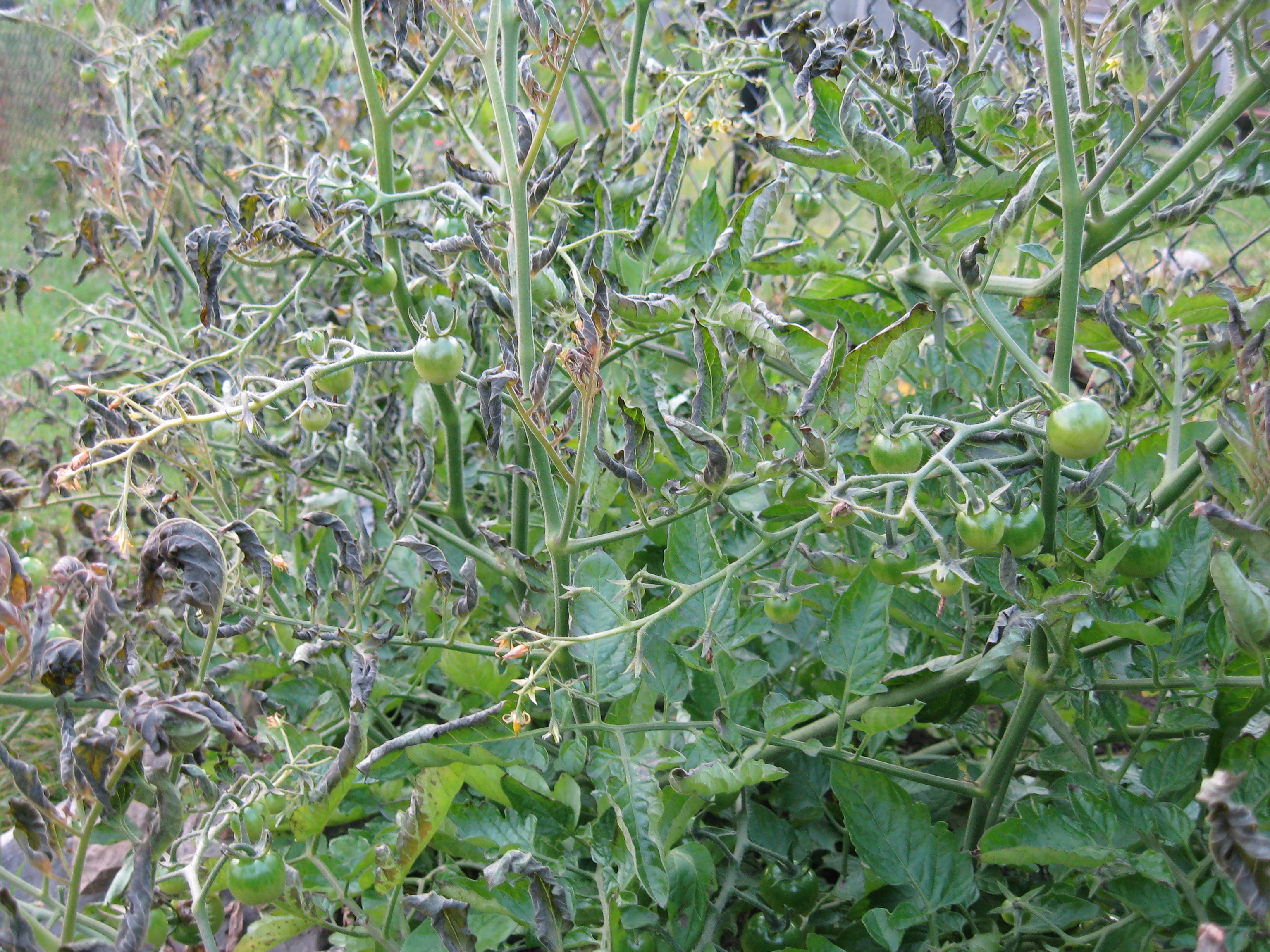
أثر الصقيع على أوراق وثمار وأزهار البندورة الكرزية

1- في الساعة 12.30 توقيت محلي تؤخذ قراءة ميزان الحرارة الرطب t2 كما تؤخذ قراءة ميزان الحرارة الجاف t.
2- تستخرج قيمة الرطوبة النسبية من الجدول رقم (1).
3- تستخرج قيمة العامل c من الجدول رقم (2).
4- تحسب قيمة الحرارة الدنيا للهواء صباح اليوم التالي باستخدام المعادلة التالية:
```
مثال:
```

```
الحرارة الدنيا للهواء:
```

```
هواءM = T2 – (T – T2)C  4.7 – (5.9-4.7)3.2= + 0.9
```

```
الحرارة الدنيا للتربة:
```

```
تربة M == T2 – (T – T2)2C  4.7 – (5.9-4.7)2 x 3.2 == -3.0
```

5- في الساعة الثامنة والنصف مساء تؤخذ كمية الغيوم ويحسب التصحيح حسب كمية الغيوم
6- يحسب التصحيح حسب الرياح ليلاً تؤخذ سرعة الرياح من معلومات التنبؤ.
7- يحسب التصحيح حسب التضاريس.
8- يضرب التصحيح حسب التضاريس بالعامل المستخرج.
9- يحسب دور تغيير الحالة الجوية من الخرائط التنبؤية.
10- تقارن درجة الحرارة الدنيا مع عتبة المقاومة لنوع النبات ولطور نموه من الجداول (7، 8) فإذا كانت الحرارة المتوقعة أدنى أو تساوي عتبة المقاومة يتوقع حدوث الصقيع.

## طرق الوقاية من الصقيع ومقاومته

### طرق الوقاية السلبية
وهي عبارة عن إجراءات وقائية تساعد على الوقاية من الصقيع كما تحدد من شدته ومنها:
- اختيار الموقع حيث تؤثر شروط المكان المحلية والموقع بالنسبة للتضاريس في المنطقة وشكل الحقل الطبوغرافي على تغير شدة الصقيع وطبيعة حدوثه.
- انتقاء الأصناف حيث تختار أنواع الأشجار والأصناف متأخرة الإزهار والأقل تضرراً بالصقيع في الأماكن الأكثر عرضة للصقيع.
- الأعمال الزراعية حيث تتخذ الإجراءات التي تسهل تصريف الهواء البارد كما يوصى بقص الأعشاب تحت الأشجار المثمرة وتسوية الأرض ودحلها بعد الحراثة لتسهيل انتقال الحرارة من طبقات التربة العميقة وتقليم الأشجار بحيث يبتعد تاج الشجرة عن سطح الأرض قدر الإمكان وتوجه صفوف الأشجار حسب التضاريس بحيث تساعد على تصريف الهواء البارد.

### طرق الوقاية الإيجابية
وهذه الطرق يلجأ إليها لمنع حدوث الصقيع أو للتقليل من أضراره شريطة أن يترك مجال للربح الكافي، أي أن تكون الجدوى الاقتصادية لعملية مقاومة الصقيع إيجابية، هذا وإن مختلف طرق الوقاية الإيجابية تسعى لحفظ حرارة النبات فوق عتبة مقاومته وتحقق هذه الطرق هدفها أما الحفاظ على حرارة الطبقة الجوية الدنيا عن طريق تقليل فقد الحرارة بالإشعاع أو بإعطاء قدرة حرارية إضافية لهذه الطبقة وتقسم طرق الوقاية الإيجابية إلى:

#### الطرق البيولوجية
- زيادة مقاومة الأشجار وذلك بتحسين شروطها الغذائية والمائية.
- تأخير النمو والإزهار ويتم ذلك باختيار أصول ذات نمو متأخر أو استعمال محاليل ذات أساس هرموني وتعالج الأزهار المتضررة بإحداث نمو للثمار بدون تلقيح مباشر للبويضة باستعمال بعض المركبات مثل حمض الفانفتالين الحامضي ويستعمل حمض جيبراليك للأجاص وسيكوكوك لتأخير أزهار الأجاص وكذلك Pg آلار للكرز زالتفاح.

#### الطرق الفيزيائية
وتشمل الري بالرذاذ أو الري السطحي، المراوح وخلط الهواء، الضباب الصناعي والتدخين، التغطية والتدفئة.
الري بالرذاذ والري السطحي:
يقاوم الصقيع برش الماء فوق الأشجار أو تحتها وفاعلية الرش فوق الأشجار أكثر من فاعلية الرش تحتها، وهناك محاذير للرش فوق الأشجار منها تراكم الجليد على الأغصان في حالات الصقيع الشديد، وكذلك المساعدة على انتشار الأمراض والحشرات بسبب زيادة الرطوبة ويبين الجدول التالي فاعلية الرش فوق الأشجار.
يبدأ الرش فوق الأشجار في فترة انخفاض درجة الحرارة الهواء إلى الصفر المئوي واقترابها من الحرارة الحدية للنبات.
كما يستخدم الري بالرذاذ لإطالة فترة السكون وذلك في الأيام التي يزيد معدل الحرارة فيها عن الصفر البيولوجي في بداية الربيع ظهراً حيث تؤخر هذه العملية الإزهار من أسبوع إلى أربعة أسابيع ويستعمل الري بالرذاذ تحت الأشجار بشكل واسع في أمريكا بسبب عدم تسببه في انتشار الأمراض وتكون الجليد على الأغصان، كما يستعمل الري السطحي وخاصة للكرمة الزاحفة والخضراوات.
المراوح وطريقة خلط الهواء:
وتتم بخلط الهواء البارد القريب من سطح الأرض مع الهواء الأدفأ المتوضع في الطبقات الأعلى في ليالي الصقيع الإشعاعي. حيث تستعمل طائرات الهيلوكبتر أو مراوح قطر شفراتها (2.5-4) متر وتدور من (900-1300) دورة في الساعة.
حيث توضع المراوح على برج ارتفاعه عشرة أمتار وتجري دورة كاملة حول محور البرج كل ساعتين ودقيقتين ويمكن أن يكون المحرك كهربائي أو بالوقود السائل والاستطاعة اللازمة خلال ساعة تتراوح بين 20-30 HP وتغطي المروحة الواحدة من 2-4 هكتار ومحورها مائل باتجاه الأرض بزاوية 10-20 درجة وهناك شروط مثلى لاستخدام المراوح تتلخص بالتالي:
```
*
```

```
المساحة المحمية كبيرة
*
```

```
سقف الانقلاب الحراري من 12-15 متر
*
```

```
الحقل مستوي
*
```

```
نصف الفرق بين الحرارة على ارتفاع 15 متر وارتفاع خمسة أمتار بين 1-3 درجة مئوية
*
```

```
الصقيع من النوع الإشعاعي
*
```

```
يجب تشغيل المراوح قبل نصف ساعة من حدوث الصقيع
```

التغطية:
وتتم بتغطية النبات بالزجاج أو المواد البلاستيكية أو بالقش أو القماش أو التراب إذ تحد التغطية من فقد الحرارة بالإشعاع أو عن طريق تيارات الحمل وتعمل على هذا المبدأ البيوت الزجاجية البلاستيكية.
طريقة التدفئة:
وتتم بحرق الوقود السائل أو الصلب أو أية مواد أخرى قابلة للاشتعال وأجهزة التدفئة صغيرة الحجم أفضل من كبيرة الحجم وترفع هذه الوسائل حرارة الهواء من درجتين إلى ثلاث درجات.
استخدام النفايات:
حيث تستخدم النفايات الرطبة من مساوئ هذه الطريقة صعوبة إشعال الأكوام وعدم إمكانية التحكم في شدة الاحتراق وتلوث البيئة والتربة بالمواد غير القابلة للاحتراق.
أجهزة التدفئة التي تستخدم الوقود السائل:
تصنع الأجهزة عادة من وعاء معدني يتسع لـ10-20 لتر وهي أما أن تكون بسيطة أو ذات مدخنة مع منظم للهب والوقود ويفضل النوع الثاني.
دلت التجارب بأن تسخين الهواء بأجهزة التدفئة المختلفة ترفع حرارة الهواء حوالي ثلاث درجات مئوية إذا كان عدد الأجهزة يتراوح بين 100-250 جهازاً في الهكتار الواحد موزعة في البستان وذلك حسب تضاريس الحقل وشدة الصقيع ونوع المحصول ويمكن الحصول على ارتفاع /5/ درجات إذا زيد عدد الأجهزة إلى 400-500 جهاز ويختلف استهلاك الجهاز للوقود باختلاف نوعه إلى أنه يقدر من 200-600 كغ للهكتار في الساعة الواحدة وذلك باختلاف شدة الصقيع وطبيعة الحقل ومردود الجهاز.
وتشغل أجهزة التدفئة قبل بلوغ حرارة الهواء على متوسط ارتفاع الجزء المتضرر من النبات درجة مئوية واحدة أعلى من الحرارة الحدية.
يبين الشكل رقم (3) سطل التدفئة البسيط ويتكون من وعاء من الحديد المزيت سماكة 0.6 مم وغطائين يرفع العلوي منها أثناء الإشعال ويستعمل للإطفاء ولحماية محتويات السطل من المطر في حالة عدم الاستعمال. يستعمل المازوت أو الزيت المحروق أو الفيول أو خليط من هذه المواد ثم تضاف كمية من نشارة الخشب أو التبن إلى محتويات السطل لتسهيل الإشعال وتنظيم الاحتراق وينصح باستعمال خليط مكون من المازوت والزيت المحروق بنسبة 1/3 أو الزيت المحروق والفيول بنسبة 1/2.
وهنالك نموذجاً لأجهزة مقاومة الصقيع المزودة بمنظم لكمية الوقود وقد صمم الجهاز ونفذه واختبره قسم البيئة والمناخ في مديرية الأراضي ويتألف الجهاز من:
1- أنبوب معدني 3/8 إنش بطول متر واحد مزود بصنبور في إحدى نهايتيه للتحكم بكمية الوقود ونهايته الأخرى مثنية على شكل حرف وومزودة بثلاثة ثقوب من الأعلى بقطر 0.5 مم يخرج منها المازوت بشكل بخار.
2- حامل من الحديد على شكل منصب ثلاثي بارتفاع 30 سم ومزود بقطعة من الصفيح مثلثة الشكل مثنية من الجوانب تثبت تحت نهاية الأنبوب المثقبة وتستعمل لتحمية الجهاز عند الإشعال.
3- سطل من الصفيح يحتوي على الماء يوضع فوق اللهب ويرتكز على حلقة معدنية في نهاية الحامل. تغذى كل ثلاثة أجهزة صفيحة تحتوي على المازوت سعة 18 ليتراً تثبت في جذع إحدى الأشجار وينقل المازوت إلى الأجهزة بواسطة أنابيب من البلاستيك، يمتاز هذا الجهاز عن السطول العادية بما يلي:
- يمكن التحكم بكمية المحروقات
- يوفر من كمية القدرة الحرارية اللازمة لمكافحة الصقيع إذ تحصل على بخار الماء الذي يزيد من الرطوبة النسبة للهواء فيقلل من إشعاع الأرض وتبرد الطبقة الجوية الدنيا وعند الحصول على كمية من بخار الماء في الطبقة الجوية الدنيا يبدأ البخار الزائد بالتكثف على الأجسام الباردة ومنها الإزهار وأعضاء النبات المعرضة للصقيع ويعطيها حرارة التجمد والتي تعادل 600 حريرة لكل غرام واحد من بخار الماء.
- مردود الجهاز أكبر من مردود السطول لأن الطاقة الحرارية التي تفقدها الطبقة الجوية الدنيا عن طريق تيارات الحمل أقل من السطول.
- احتراقه شبه تام وبالتالي فإن خطره على البيئة المجاورة أقل من السطور.
- لا تزيد كلفته عن كلفة السطل.
- يعمل على مبدأ الطرق المختلطة في مقاومة الصقيع إذ يجمع بين طريقتي التدفئة واستعمال بخار الماء.

## الجدوى الفنية والاقتصادية لطرق مقاومة الصقيع
لمنع الصقيع نحتاج لتعويض ما تفقده التربة والنباتات من الطاقة الحرارية أو التقليل من الطاقة المفقودة بحيث يتم التوازن الحراري للطبقة الجوية الدنيا ولتحقيق هذه الغاية نحتاج في حالات الصقيع المتوسط إلى 750 مليون حريرة للهكتار في الساعة الواحدة ويمكن الحصول على الطاقة المطلوبة من أي مصدر من مصادر الطاقة علماً أنه:
1 كغ مازوت يعطي 10300 كيلو حريرة
860 كيلو حريرة تعادل 1 كيلو واط ساعي
1.19 ليتر مازوت يعادل 11.98 كيلو واط ساعي
وبالتالي:
ليتر واحد من المازوت يعادل تقريباً 10 كيلو واط ساعي أي 860 كيلو حريرة يحتاج الهكتار الواحد في الساعة إلى:
75 كغ مازوت أو 88 ليتر مازوت أو 880 كيلو واط
عند مكافحة الصقيع بالري بالرذاذ يحتاج الهكتار في الساعة إلى 8.3 طن ماء عندما تكون حرارة الماء عشرة درجات مئوية وإذا كانت المكافحة ببخار الماء يحتاج الهكتار في الساعة إلى 1000 كغ بخار ماء.
الجدوى الاقتصادية لعملية مكافحة الصقيع
تحسب الجدوى الاقتصادية والفنية لطرق مقاومة الصقيع بحيث تختار الطريقة الأقل كلفة والتي تؤدي الغرض كما يمكن استعمال الطرق المختلطة شرط أن تكون كلفتها أقل من كلفة أي طريقة منفردة وبما أن أسعار مصادر الطاقة غير ثابتة كما أن الجدوى الفنية لطرق مكافحة الصقيع تختلف من مكان لآخر حسب الوضع الجوي والظروف الجغرافية والطبوغراقية للمكان فلابد من حساب الجدوى الاقتصادية والفنية لطرق مكافحة الصقيع عند اتخاذ إجراءات المقاومة.

## بعض الإجراءات التي يمكن اتباعها لحماية البيوت المغطاة من أضرار الصقيع
يكون ضرر الصقيع شديداً على النباتات المزروعة تحت أغطية بلاستيكية لكون هذه النباتات هي بالأصل بحاجة إلى تدفئة وإلى درجات حرارة مرتفعة ليكتمل نموها.
وبسبب الرطوبة العالية عادة ضمن هذه البيوت فإن للصقيع في حال حدوثه أضرار جسيمة قد تقضي على كامل المزروعات داخل البيوت غير المدفأة.
لذا ينصح أصحاب الدفيئات الزراعية المغطاة بتأمين أجهزة التدفئة المناسبة لتلك البيوت وجعلها جاهزة للعمل باستمرار كي يمكن تشغيلها عند حدوث الصقيع في أي لحظة.
للحد والتخفيف من أضرار الصقيع على الأشجار المثمرة:
يمكن للأخوة الفلاحين تنفيذ التعليمات الفنية التالية:
1- إزالة الأعشاب من البساتين المزروعة بالأشجار المثمرة.
2- تغطية سطح التربة تحت مسقط الأشجار بالقش أو النشارة
3- لف جذوع الأشجار والغراس الحديثة السن بالخيش
4- تنظيم ري الأشجار وعدم إعطاء ريات زائدة عن الاحتياج حيث أن ذلك يعطي نموات غضة تتأثر بشكل كبير عند حدوث الصقيع.
5- استبدال زراعة الأصناف الحساسة للبرودة وخاصة في الأماكن المعرضة للصقيع.
6- تأخير تقليم الأشجار في المناطق التي تتعرض للصقيع إلى ما بعد احتمال حدوث الصقيع.
7- قطع الفروع والأغصان اليابسة من الأشجار التي قد يتضرر مجموعها الخضري جزئياً حيث يتم القطع من منطقة الجفاف للأفرع وبعدها تتم تربية أفرع هيكلية جديدة للشجرة خلال 3-4 سنوات لاحقة.
8- تقوية نمو الأشجار المصابة برش الأسمدة الورقية خلال 3-4 سنوات القادمة وإعطاء دفعات متوازنة من الأسمدة العضوية والكيماوية خلال هذه السنوات.
9- دهن ساق الأشجار والأفرع الهيكلية التي تعرف من الأوراق بمادة الكلس لحمايتها من ضربة الشمس.

## معرض صور

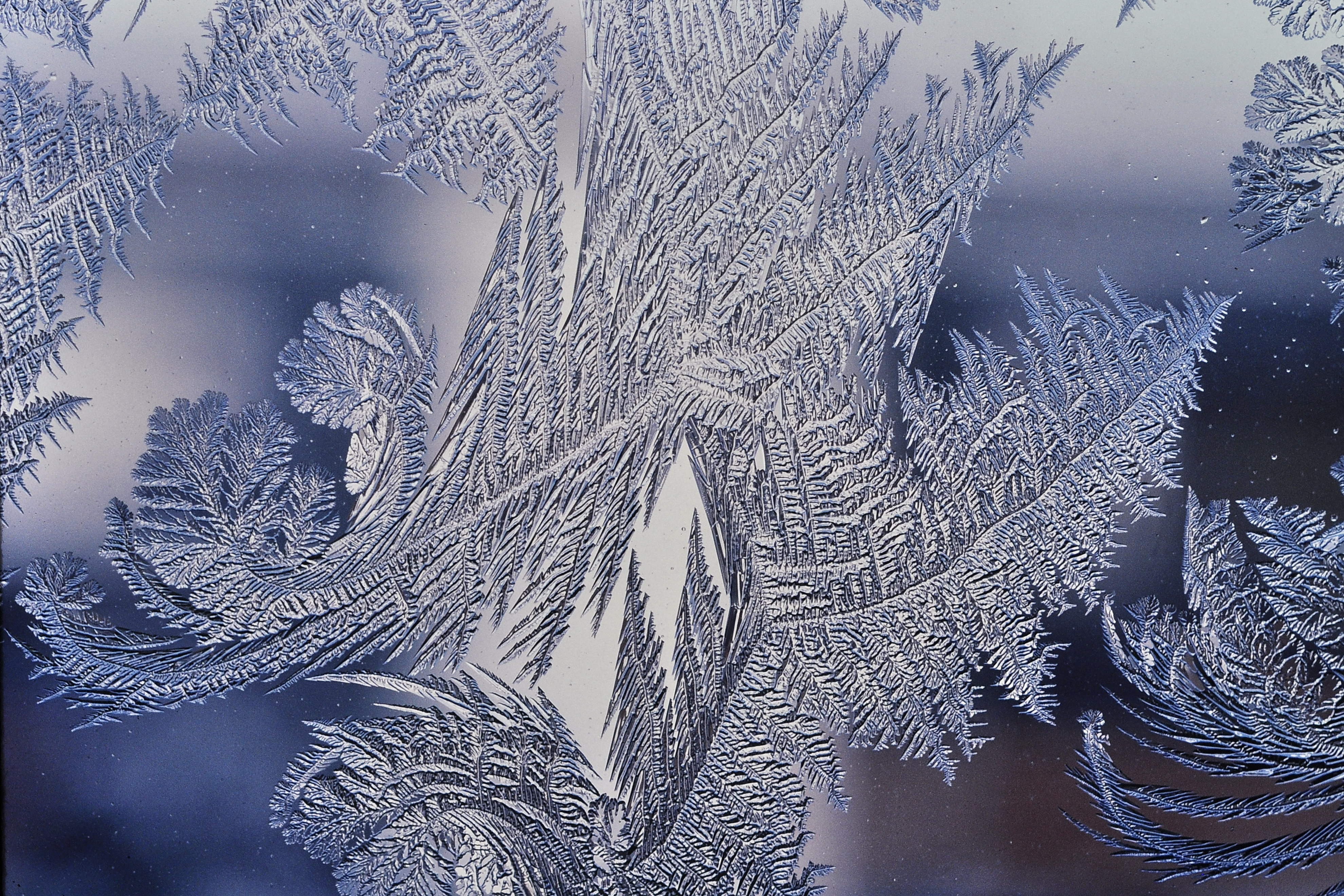
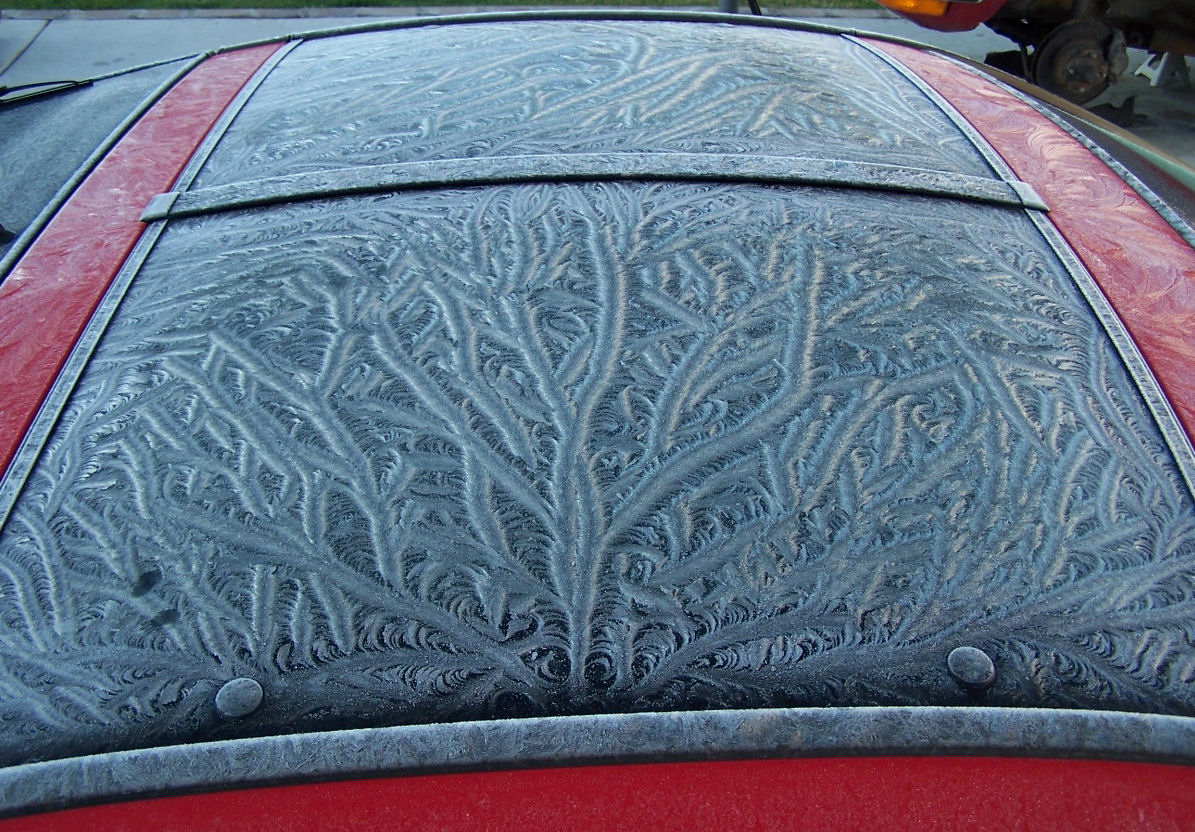
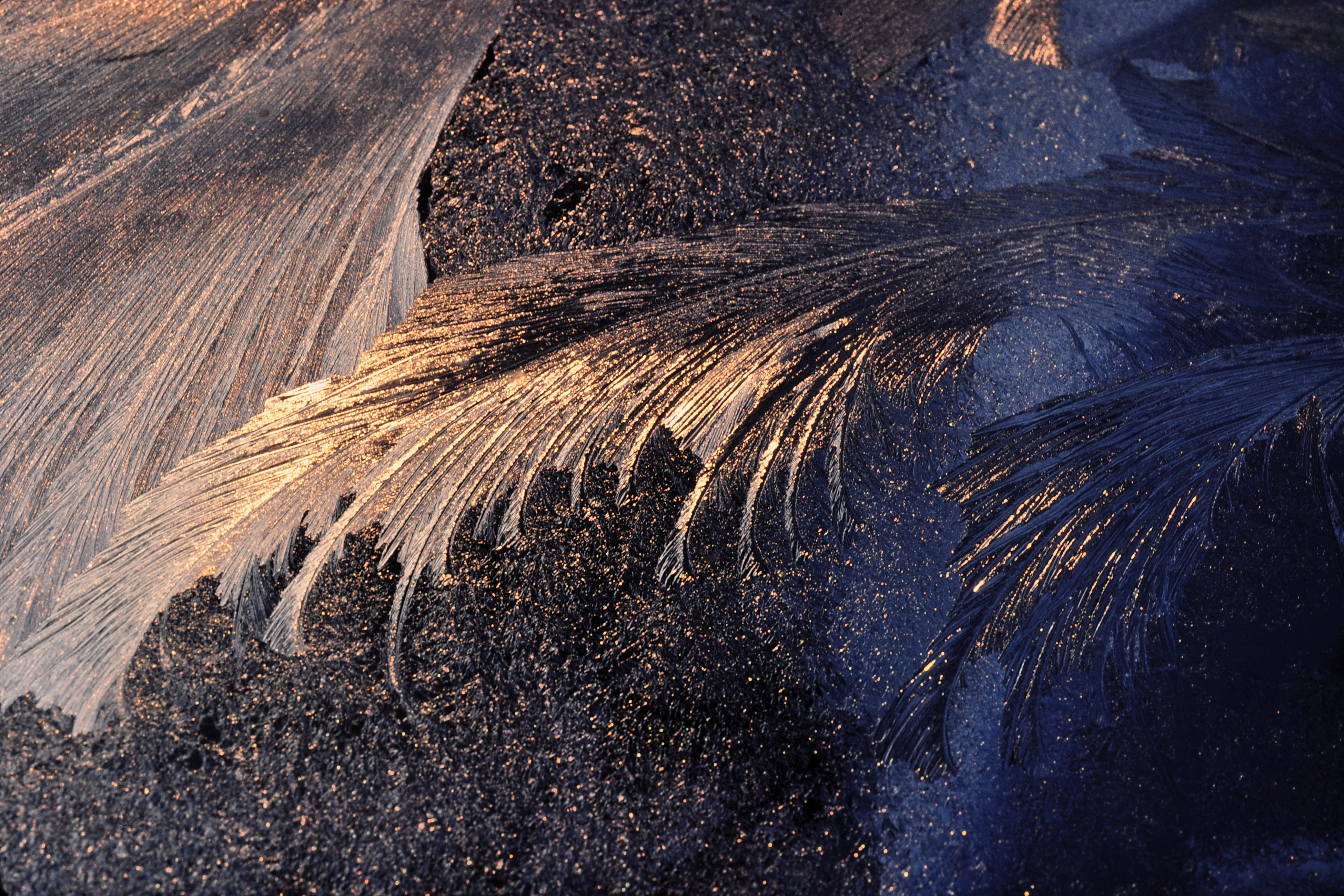
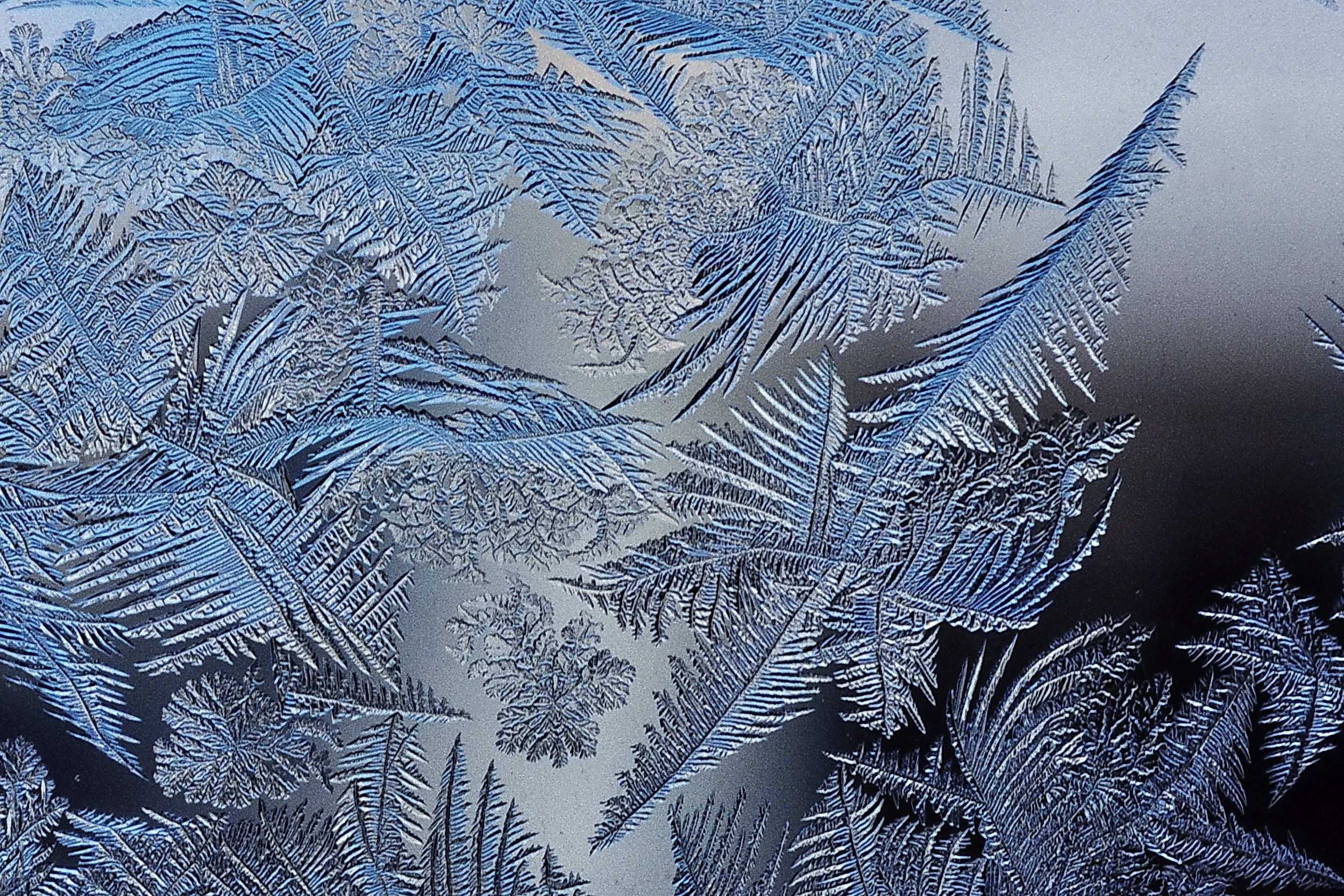
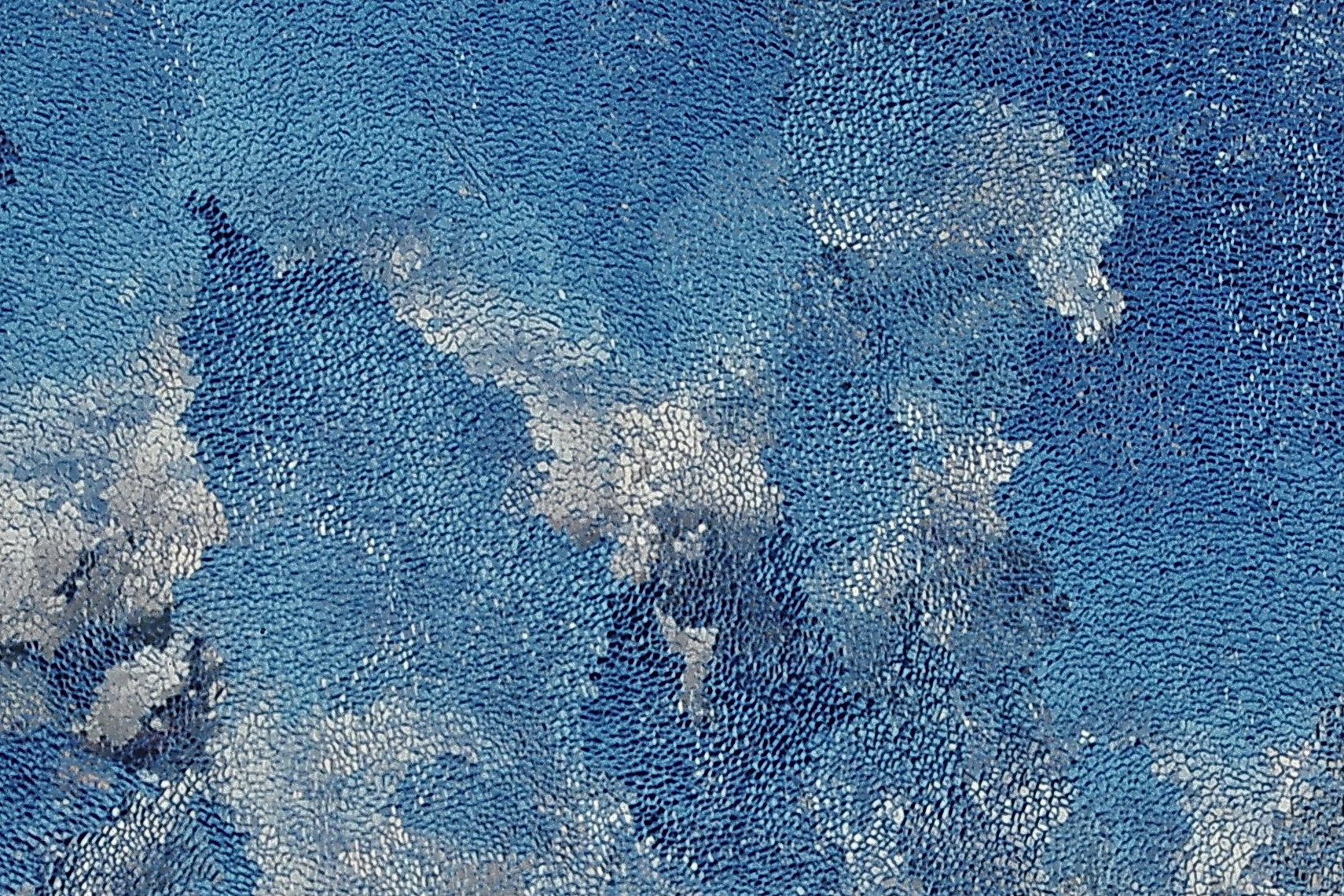
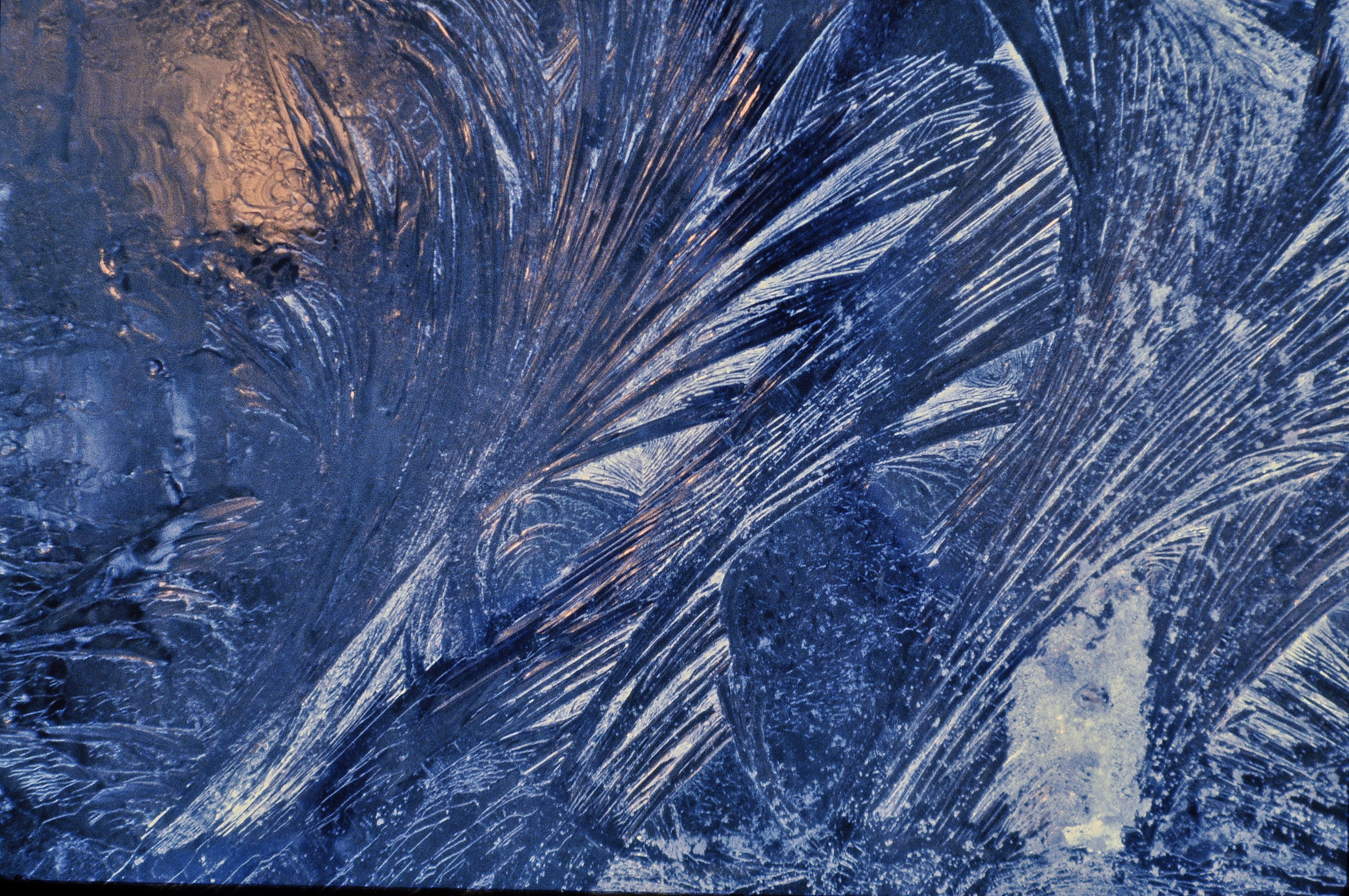